# Auramina O
Auramina O, também chamada  Amarelo Básico 2, Pyocatanium aureum, Auramina aizen, Amarelo Pioctanina, Amarelo Canário, Pioctanina, C.I. 41000, é um corante diarilmetano usado como um corante fluorescente em coloração em biologia. Em sua forma pura, Auramina O apresenta-se como cristais em agulhas amarelas. É muito solúvel em água e solúvel em etanol.

## Usos
A auramina O pode ser usada como um corante "ácido rápido" para bactérias (e.g. Mycobacterium), onde se liga ao ácido micólico na sua parede celular) de maneira similar ao corante de Ziehl-Neelsen. Pode ser usado como uma versão fluorescente do reagente de Schiff.
Auramine O pode ser usada junto com rodamina B como corante auramina-rodamina de Truant para Mycobacterium tuberculosis. Pode também ser usada como um agente anti-séptico.